# Альдеануева-дель-Каміно
Альдеануева-дель-Каміно (ісп. Aldeanueva del Camino) — муніципалітет в Іспанії, у складі автономної спільноти Естремадура, у провінції Касерес. Населення — 797 осіб (2010).
Муніципалітет розташований на відстані близько 190 км на захід від Мадрида, 95 км на північний схід від Касереса.

## Демографія
Динаміка населення (INE ):